# 日本とリトアニアの関係

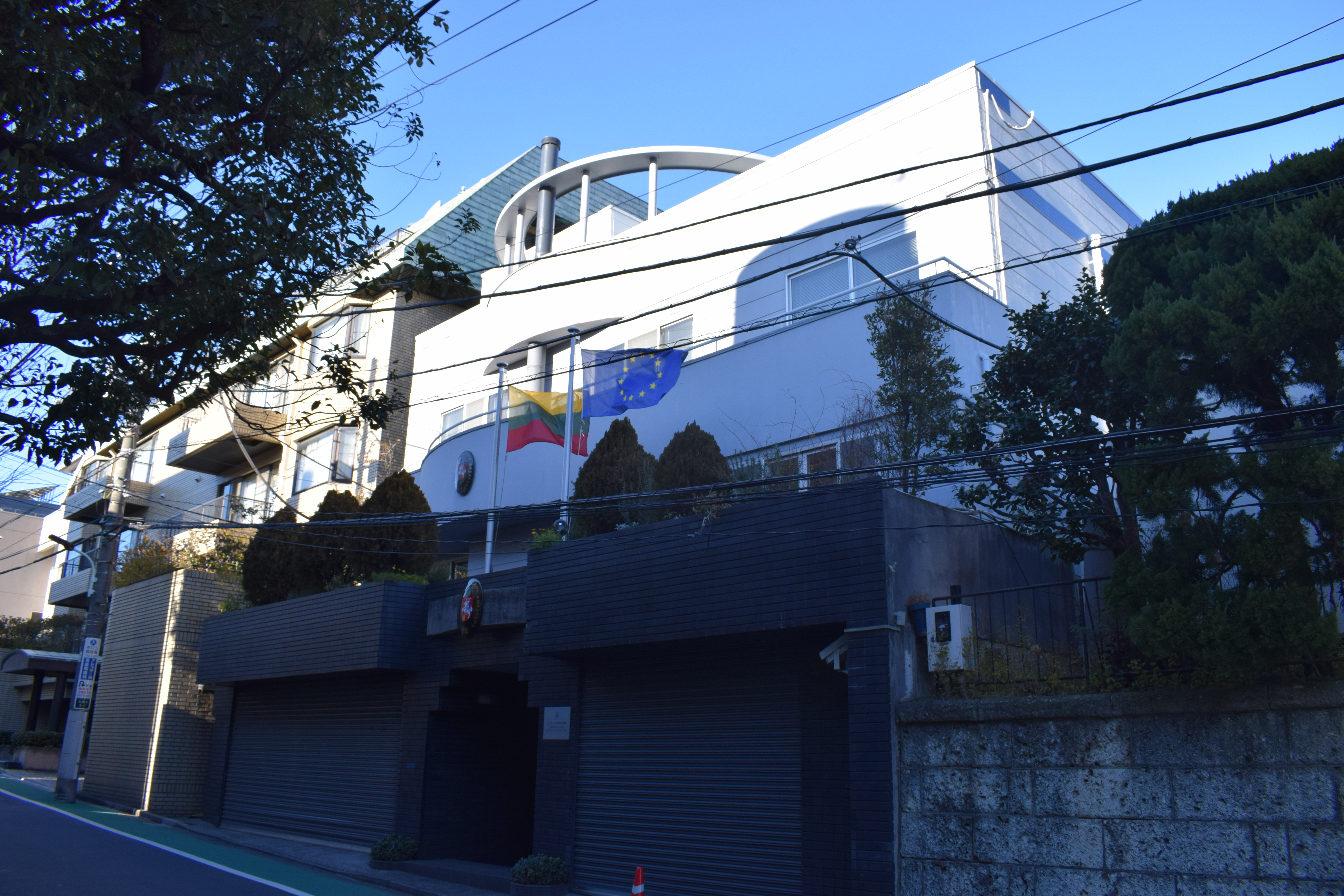
東京のリトアニア大使館

日本とリトアニアの関係（リトアニア語: Lietuvos-Japonijos santykiai）/ 日本と里都亜尼亜関係 / 日里関係は、日本とリトアニアの二国間外交関係である。日本はヴィリニュスに大使館を置き、リトアニアは東京に大使館を置いている 。 日本はリトアニアを含むバルト三国のソ連併合を認めた数少ない国の一つである。
1992年2月、デンマークに在リトアニア日本国大使館が設置され、1997年1月にはリトアニアのヴィリニュスに移転した。1998年6月、東京に駐日リトアニア大使館が開設された。

## 歴史

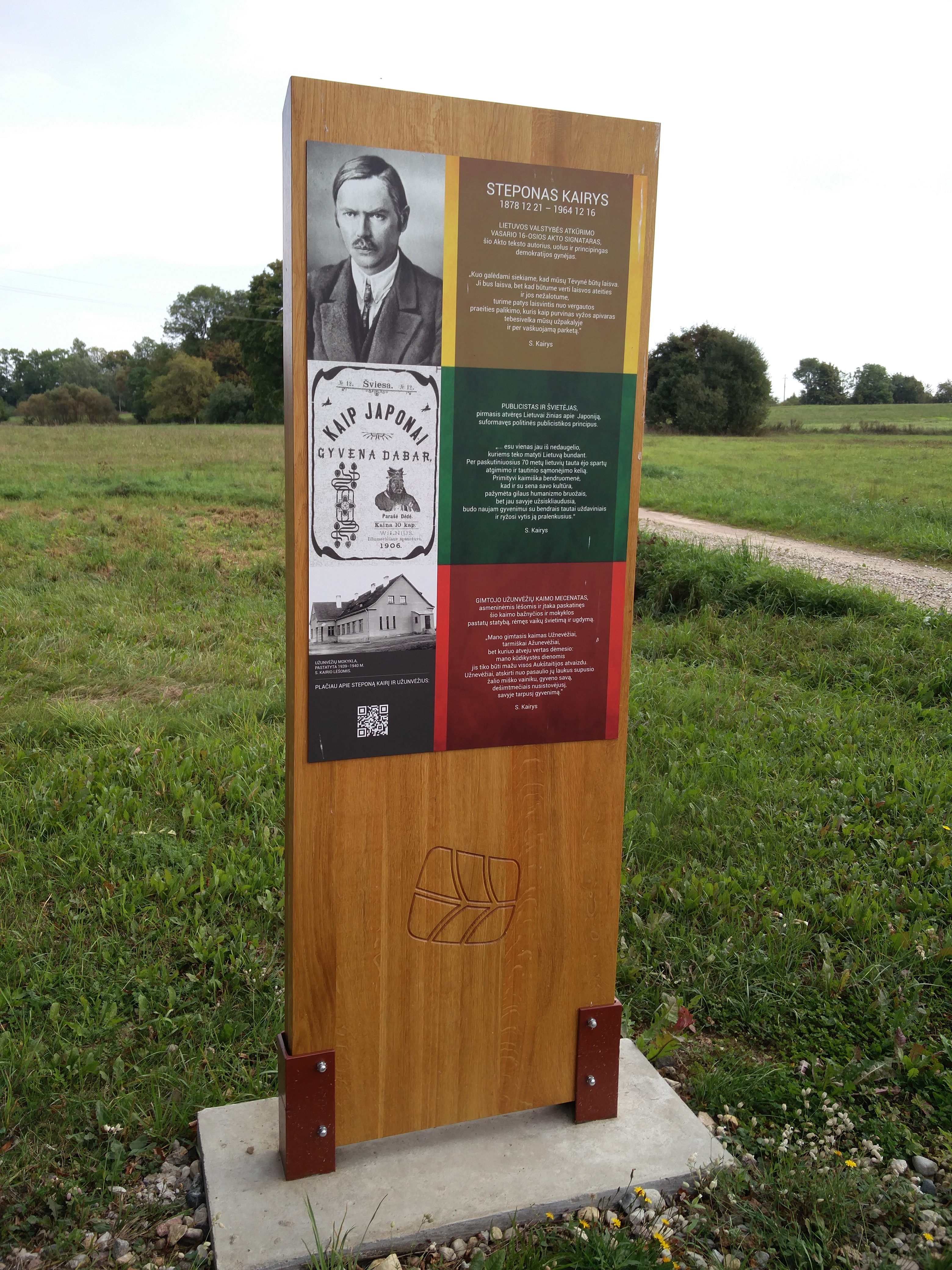
カイリースの故郷にある顕彰碑。肖像写真と日本論の表紙が掲げられている

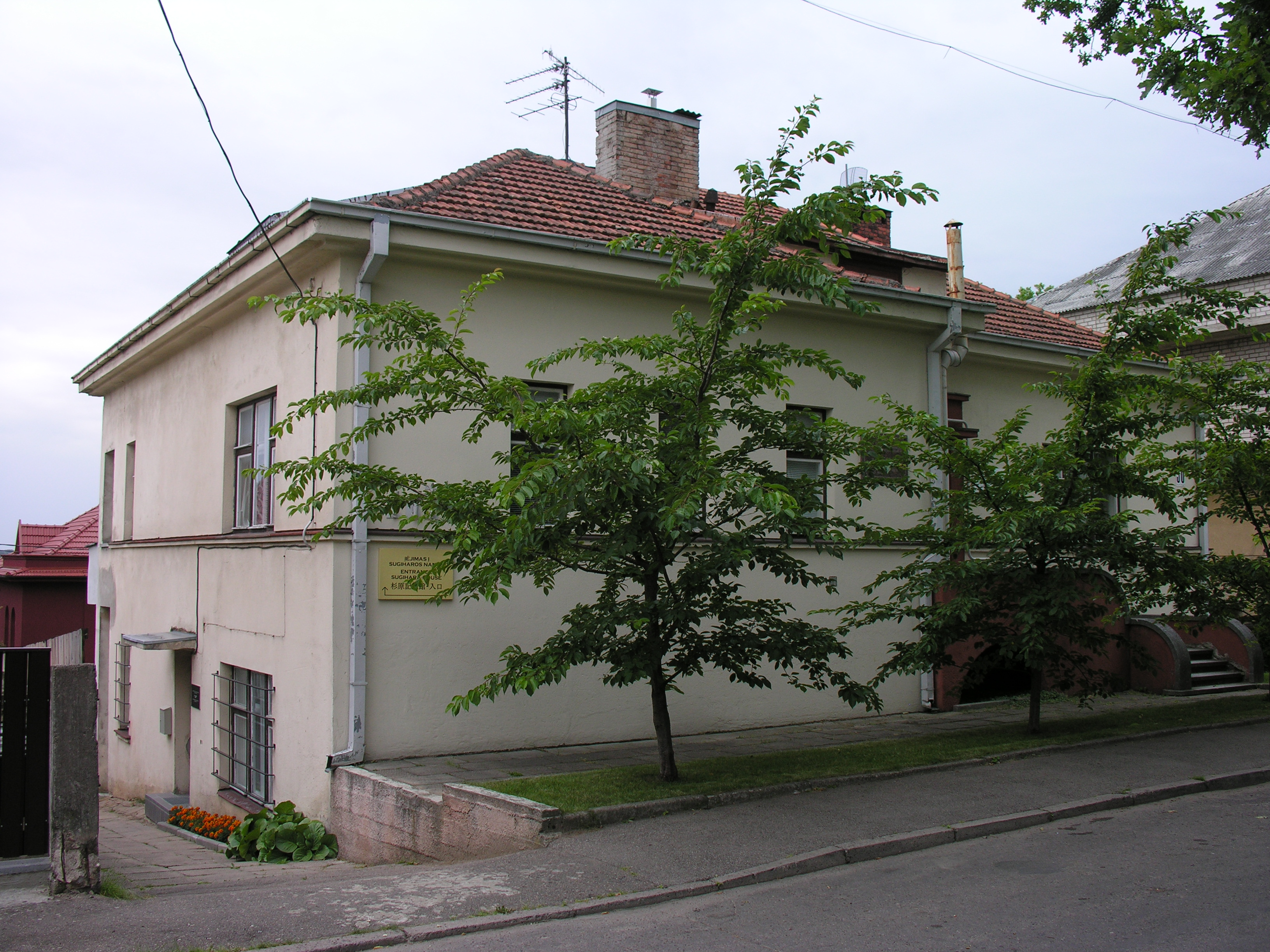
スギハラハウス（旧カウナス日本領事館）

### 日露戦争後
当時のリトアニアはロシア帝国の一部であったが、日本が日露戦争に勝利したことを受け、1906年に、リトアニア人青年ステポナス・カイリースが『日本の過去と現在』、『日本国憲法』、『日本人はどのように暮らしているか』の3冊から成る日本論を出版した。同書は日本に関するリトアニア語による最初の本で、カイリースはリトアニア初のジャパノロジストとも言われる。カイリースは欧州で出版されていた日本関連書をもとに同書を著し、その後リトアニア解放中央委員会の委員長となった。同書とカイリースについては、2010年に平野久美子が『坂の上のヤポーニア』として上梓した。

### 戦間期
1919年1月3日、日本がリトアニアを事実上承認した日が二国間関係の始まりとされている。1929年2月8日、日本とリトアニアの間で査証を免除する協定が締結され、1930年には貿易・海運協定が締結された。

### 独ソ不可侵条約の時代
1939年11月23日、杉原千畝副領事を中心としてカウナス日本領事館が設置された。しかし、占領下のため、翌年には領事館は閉鎖された。1940年、杉原千畝は、日本政府の指示で阻止されたにもかかわらず、カウナスの領事館から通過ビザを発給する事で、迫り来るナチスのリトアニア侵攻からのユダヤ人難民の逃亡を支援した 。この行動により1万人もの難民が救われた。

### 1960－1980年代

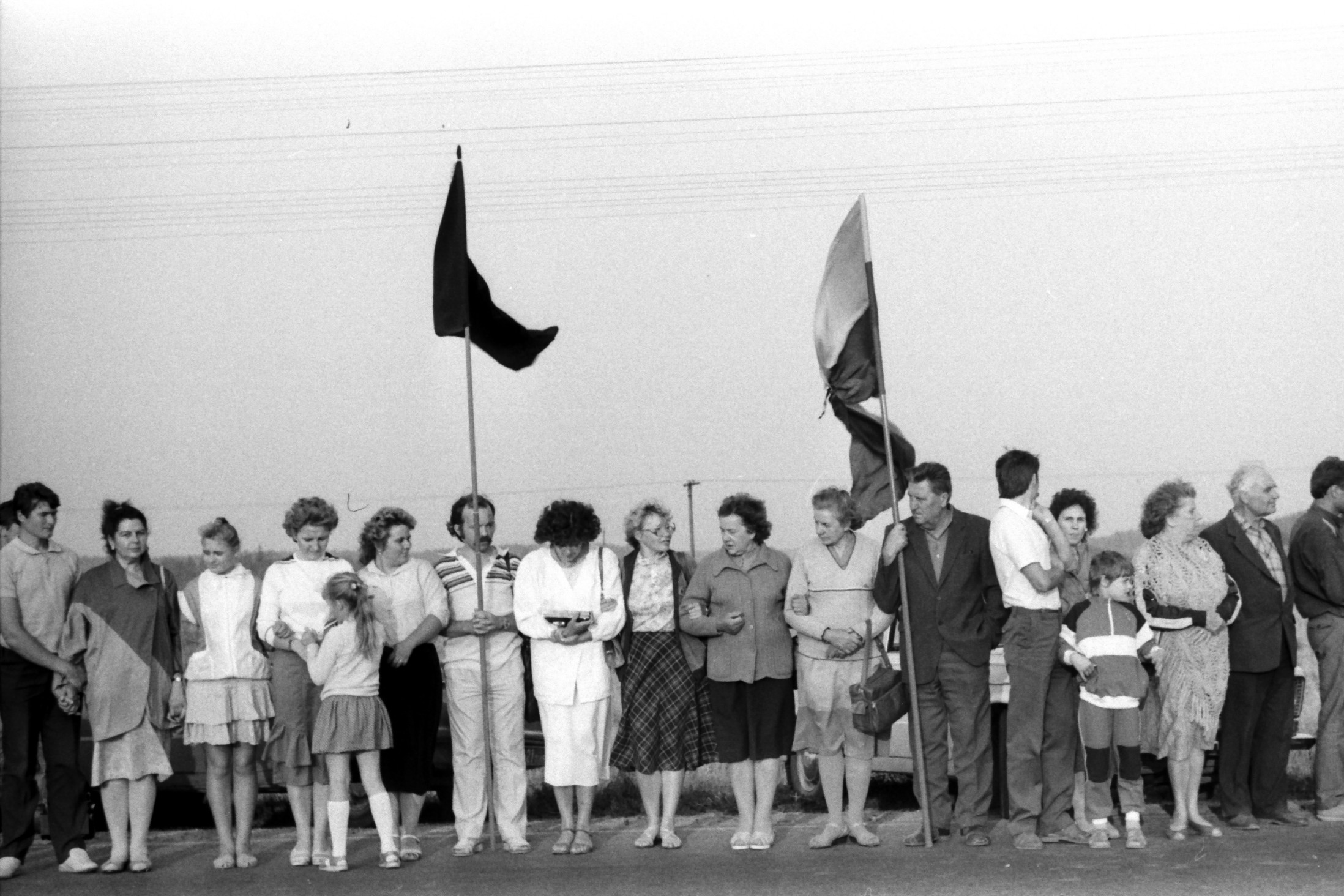
リトアニアの人間の鎖

アンダーグラウンド・シネマが世界的に流行していた頃、実験映画の騎手として知られた在米リトアニア人監督ジョナス・メカスの『リトアニアへの旅の追憶』（1972年）が日本でも紹介され、リトアニアへの関心が高まった。
1989年には人間の鎖でソ連支配に抗議する「バルトの道」デモのニュースが世界中に報道され、日本でも話題となった。

### 現代の両国関係
1989年に姉妹都市となった久慈市とクライペダの間には、重要で緊密な協力関係がある。
日本は1991年9月6日にリトアニアを事実上再承認し、その1カ月後には両国間の国交が再開された。1997年にはヴィリニュスに日本大使館が、1998年には東京にリトアニア大使館が設置された。
2016年3月、日本とリトアニアは原子力の安全性について協力することで合意した。
2021年7月3日、茂木敏充外務大臣は、リトアニア、エストニア、ラトビアのバルト三国訪問後の記者会見で、中国の海洋進出や香港、新疆ウイグル自治区の人権問題について、「日本の懸念に強い共感が示された」「日本と中国、バルト三国とロシアの位置関係や地政学的環境は極めて類似している」と指摘し、権威主義体制であるロシア及び中国と向き合う状況が似ており、中国の海洋進出や人権状況は「バルト三国にとっても他人ごとではない」として、台頭する中国をめぐる認識を共有できたと述べた。バルト三国の外相らは、日本の外交方針「自由で開かれたインド太平洋戦略」への支持と協力を表明し、中国人民武装警察部隊海警部隊に武器使用を認める海警法や、東シナ海・南シナ海への進出、香港、新疆ウイグル自治区をめぐる人権状況についても、日本との間で深刻な懸念を共有した。

## 軍事協力
2016年8月、バルト三国と日本との国交再開25周年を記念して、海上自衛隊のかしま、あさぎり、せとゆきの練習艦隊の艦艇がクライペダ港に入港した。リトアニアのリナス・アンタナス・リンケヴィチウス外相は、1991年以来の日本と同じ基本的価値観に基づく不動のパートナーシップを歓迎するとともに、1939年から40年までカウナスで日本の副領事を務め、その短い在任期間に何千人ものユダヤ人やその他の少数民族の難民にビザを与えた高潔で正義の外交官杉原千畝を紹介した。 また、海上自衛隊練習艦隊はリトアニア陸軍士官学校を訪問した。学生や将校の中には、武士道や剣術から派生した日本の近代武道である剣道を訓練している者もいた。8月10日には陸軍士官学校で日本とリトアニアの将校のスポーツ交流会が開催され、剣道の試合ではリトアニアチームが日本チームに勝利した。

## 要人往来
2001年 4月、リトアニアのヴァルダス・アダムクス大統領は日本を公式訪問し、4月11日には日本の森喜朗首相と会談し、二国間関係、日露関係、リトアニアのEU・NATOへの加盟を含むいくつかの問題について意見を交わした。
2007年5月、明仁天皇と美智子皇后がリトアニアを公式訪問した。

## 外交使節

### 駐日リトアニア大使
- （臨時代理大使）ダイニュス・カマイティス（1998～2002年）

1. アルギルダス・クジス（リトアニア語版）（2002～2006年、信任状捧呈は2月21日[18]）
2. ダイニュス・カマイティス（2006～2011年、信任状捧呈は11月9日[19]）
  - （臨時代理大使）アルギルダス・アルベルタス・ダンブラウスカス（2011～2012年）
3. エギディユス・メイルーナス（リトアニア語版）（2012～2017年、信任状捧呈は12月14日[20]）
  - （臨時代理大使）ヴィオレタ・ガイザウスカイテ（リトアニア語版）（2017～2018年）
4. ゲディミナス・バルブオリス（リトアニア語版）（2018～2021年、信任状捧呈は4月5日[21]）
  - （臨時代理大使）アルギマンタス・ミセヴィチュス（2021～2022年）
5. オーレリウス・ジーカス（リトアニア語版）（2022年～、信任状捧呈は6月24日[22]）